# Santo en el museo de cera
Série
Superman contre les femmes vampires
(1962) Santo vs. el estrangulador
(1963)
Pour plus de détails, voir Fiche technique et Distribution.
Santo en el museo de cera (trad. litt. : « Santo au musée de cire ») est un film mexicain de Alfonso Corona Blake et Manuel San Fernando de 1963. C'est le huitième film d'El Santo, el enmascarado de plata. Son antagoniste est interprété par Claudio Brook.

## Synopsis
Après avoir réalisée un reportage sur un Musée de cire, Susana Mendoza est porté disparue. On soupçonne le directeur du musée, le Dr Kurt Karol, un éminent chirurgien, qui s’est évadé du camp de concentration d’Auschwitz. Il s'est brûlé le visage des années auparavant au cours d'un accident. Le professeur Galván, collègue de Karol, décide de demander de l’aide au catcheur El Santo, qui découvre que le Dr Karol a kidnappé des personnes avec lesquelles il a créé une sinistre armée de guerriers zombies qu’il devra affronter.

## Fiche technique
- Titre original : Santo en el museo de cera
- Titre anglais ou international : Santo in the Wax Museum
- Titre(s) anglais alternatif(s) : Samson in the Wax Museum
- Réalisation : Alfonso Corona Blake et Manuel San Fernando
- Scénario : Alfonso Corona Blake, Fernando Galiana, Julio Porter
- Décors : Eduardo Carrasco
- Photographie : José Ortiz Ramos
- Montage : José W. Bustos
- Musique : Raúl Lavista
- Production : Alberto López
- Société(s) de production : Filmadora Panamericana
- Pays d’origine :  Mexique
- Langue originale : espagnol
- Format : noir et blanc — 35 mm — 1.37,1 — son Mono
- Genre : action, aventure, horreur
- Durée : 92 minutes
- Dates de sortie :
  - Mexique : 20 juin 1963

## Distribution
- El Santo : Santo
- Claudio Brook : Dr. Karol
- Norma Mora : Gloria
- Rubén Rojo : Ricardo Carbajal
- Roxana Bellini : Susana Mendoza
- José Luis Jiménez : Professeur Galván
- Víctor Velázquez : Inspecteur Fernández
- Jorge Mondragón : commissaire, chef de police
- Fernando Osés : homme de main
- Nathanael León : homme de main chauve
- Concepción Martínez
- Myron Levine : Docteur
- Cesáreo Cruz
- Salvador Castro
- Juan Garza
- Mario Texas : Luchador
- Beny Galán : Luchador
- Cavernario Galindo : Luchador
- El Tigre del Ring : Luchador